# Света Троица (Куклен)
Вижте пояснителната страница за други значения на Света Троица.
„Света Троица“ е източнокатолическа църква в град Куклен, България, енорийски храм на Софийската епархия.
В 1924 година, останалите в попадналото в Гърция кукушко село Долни Тодорак българи униати се заселват на мястото на изселилите се по същата спогодба гърци от Куклен. Първите групи бежанци се установяват при възможност близо до границата в Петрич и Петричко, но дошлите по-късно са препращани в София, Чирпанско, Бургаско и другаде. С помощта на отец Йероним Стамов през лятото на 1924 г. те постепенно се събират в Куклен, където към края на 1927 г. има около 118 униатски семейства.
В 1933 година за енорийски униатски свещеник е назначен д-р Стамов. Служби се извършват в параклис на горния етаж на къща в центъра. В 1945 г. е позволено закупуването на парцел за построяване на църква. Храмът е заедно с енорийския дом са построени с усилията на отец Арсений Антонов, енорийски свещеник от 1941 до 1964 г. и с пари от местните униати и католици от цялата страна. Църквата „Света Троица“ отваря врати в началото на 1948 година. В Куклен се установяват и сестрите евхаристинки, отворили в 1911 година дом в Долни Тодорак.
През 1958 г. при колективизацията на земите в Куклен се установяват нови десетина униатски семейства от село Покрован, Ивайловградско. След Арсений Антонов, енорийски свещеник на „Света Троица“ става отец Купен Михайлов, който служи до 1983 г. След това енорийски свещеници са отец Евтимий Манолов, отец Кирил Дойчев и отец Даниел Жилие. Храмът се стопанисва от отците успенци.
Храмов празник – Петдесетница.

### Енористи и свещеници, служили в енорията
- Йероним Стамов (1933-)
- Арсений Антонов (1941-1964)
- Купен Михайлов (1964-1983)
- Евтимий Манолов (1983-2004)
- Кирил Дойчев
- Даниел Жилие